# Villayerno Morquillas
Villayerno Morquillas ist eine 205 Einwohner (Stand: 2024) zählende Gemeinde der Provinz Burgos in der Autonomen Gemeinschaft Kastilien-León (Castilla y León), Spanien. Sie gehört zur Comarca Alfoz de Burgos.

## Lage
Villayerno Morquillas liegt etwa neun Kilometer nordöstlich vom Stadtzentrum von Burgos am Río Morquillas. 

## Bevölkerungsentwicklung
| Jahr      | 1970 | 1981 | 1991 | 2001 | 2011 | 2021 |
| Einwohner | 161  | 124  | 130  | 185  | 219  | 209  |

## Sehenswürdigkeiten
- Kirche Unserer Lieben Frau von Vega (Iglesia de Nuestra Señora de la Vega)

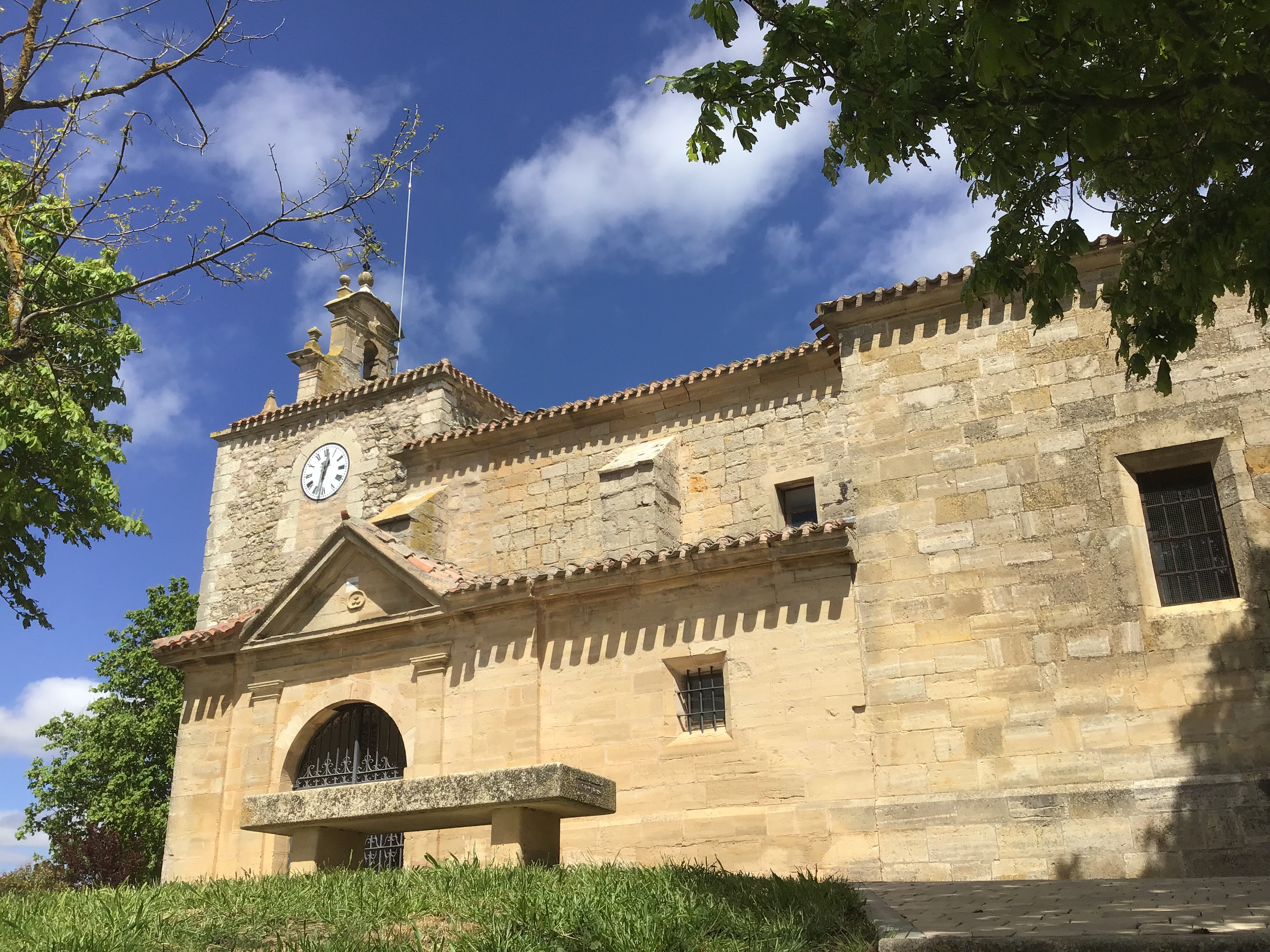
Kirche

## Persönlichkeiten
- Benito Alcalde González (1883–1936), Augustinermönch, Märtyrer im Spanischen Bürgerkrieg